# Aldoar, Foz do Douro e Nevogilde

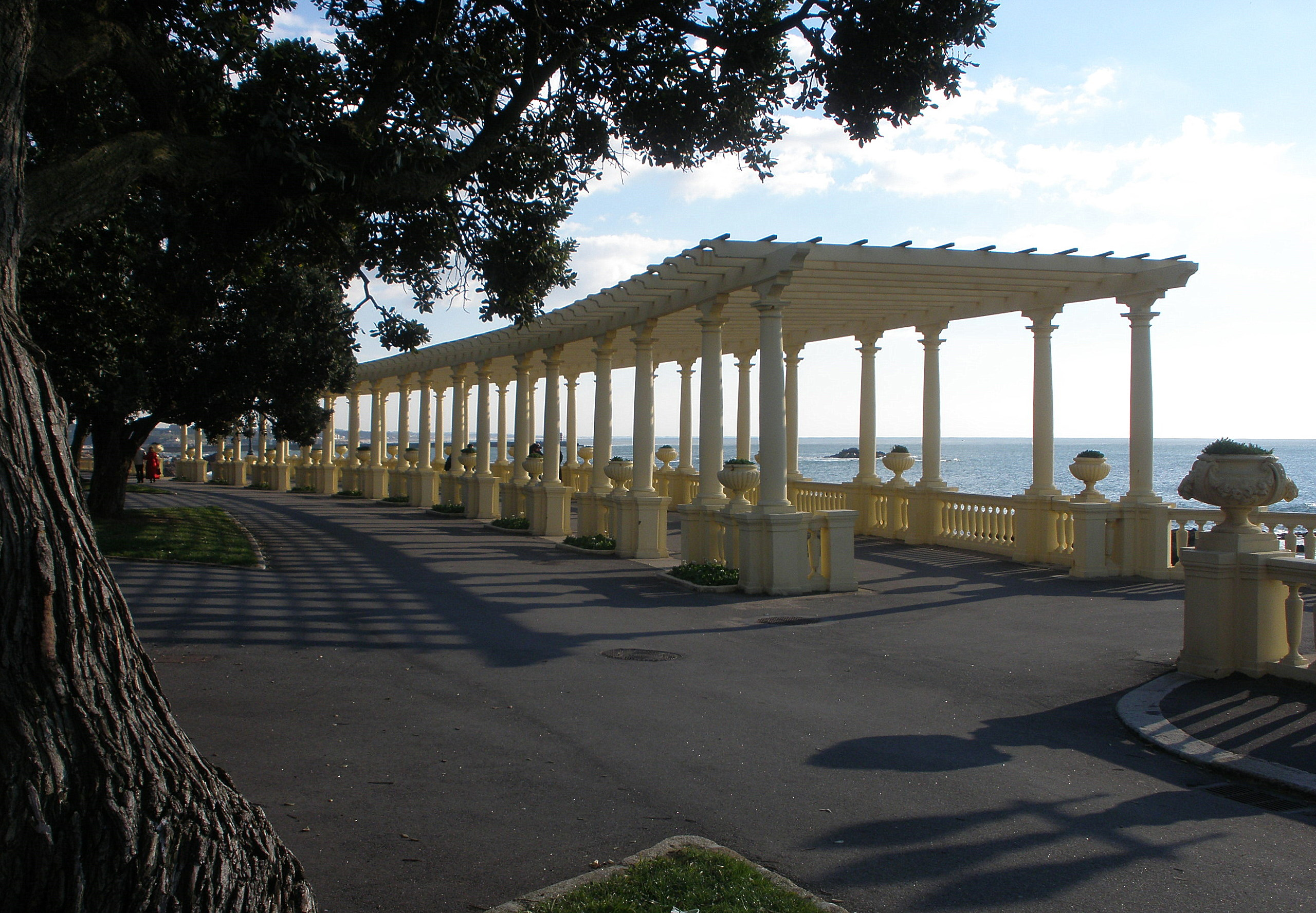
Pergola da Foz

Aldoar, Foz do Douro e Nevogilde, officieel União das Freguesias de Aldoar, Foz do Douro e Nevogilde is een freguesia in de Portugese gemeente Porto die in 2013 is ontstaan door het samenvoegen van de freguesias Aldoar, Foz do Douro en Nevogilde. Het is de meest westelijke freguesia van Porto en wordt aan de noordzijde begrensd door de gemeente Matosinhos, aan de oostzijde door de freguesias Ramalde en Lordelo do Ouro e Massarelos, aan de zuidzijde door de rivier de Douro en aan de westzijde door de Atlantische Oceaan. Het oppervlak is 7,36 km².
Foz do Douro (Monding van de Douro) was van oudsher een plaats waar de gegoeden zich graag vestigden, iets dat zich later uitbreidde naar het noordelijker gelegen Nevogilde.

## Bevolkingsontwikkeling
| Bevolkingsontwikkeling van de freguesias Aldoar, Foz do Douro en Nevogilde | Bevolkingsontwikkeling van de freguesias Aldoar, Foz do Douro en Nevogilde | Bevolkingsontwikkeling van de freguesias Aldoar, Foz do Douro en Nevogilde | Bevolkingsontwikkeling van de freguesias Aldoar, Foz do Douro en Nevogilde | Bevolkingsontwikkeling van de freguesias Aldoar, Foz do Douro en Nevogilde | Bevolkingsontwikkeling van de freguesias Aldoar, Foz do Douro en Nevogilde | Bevolkingsontwikkeling van de freguesias Aldoar, Foz do Douro en Nevogilde | Bevolkingsontwikkeling van de freguesias Aldoar, Foz do Douro en Nevogilde | Bevolkingsontwikkeling van de freguesias Aldoar, Foz do Douro en Nevogilde | Bevolkingsontwikkeling van de freguesias Aldoar, Foz do Douro en Nevogilde | Bevolkingsontwikkeling van de freguesias Aldoar, Foz do Douro en Nevogilde | Bevolkingsontwikkeling van de freguesias Aldoar, Foz do Douro en Nevogilde | Bevolkingsontwikkeling van de freguesias Aldoar, Foz do Douro en Nevogilde | Bevolkingsontwikkeling van de freguesias Aldoar, Foz do Douro en Nevogilde | Bevolkingsontwikkeling van de freguesias Aldoar, Foz do Douro en Nevogilde | Bevolkingsontwikkeling van de freguesias Aldoar, Foz do Douro en Nevogilde |
| -------------------------------------------------------------------------- | -------------------------------------------------------------------------- | -------------------------------------------------------------------------- | -------------------------------------------------------------------------- | -------------------------------------------------------------------------- | -------------------------------------------------------------------------- | -------------------------------------------------------------------------- | -------------------------------------------------------------------------- | -------------------------------------------------------------------------- | -------------------------------------------------------------------------- | -------------------------------------------------------------------------- | -------------------------------------------------------------------------- | -------------------------------------------------------------------------- | -------------------------------------------------------------------------- | -------------------------------------------------------------------------- | -------------------------------------------------------------------------- |
| Freguesia                                                                  | 1864                                                                       | 1878                                                                       | 1890                                                                       | 1900                                                                       | 1911                                                                       | 1920                                                                       | 1930                                                                       | 1940                                                                       | 1950                                                                       | 1960                                                                       | 1970                                                                       | 1981                                                                       | 1991                                                                       | 2001                                                                       | 2011                                                                       |
| Aldoar                                                                     | 553                                                                        | 720                                                                        | 869                                                                        | 1 056                                                                      | 1 358                                                                      | 1 306                                                                      | 1 874                                                                      | 1 749                                                                      | 2 835                                                                      | 6 050                                                                      | 11 625                                                                     | 12 708                                                                     | 15 079                                                                     | 13 957                                                                     | 12 843                                                                     |
| Foz do Douro                                                               | 3 018                                                                      | 3 777                                                                      | 5 090                                                                      | 5 575                                                                      | 6 998                                                                      | 7 751                                                                      | 8 088                                                                      | 8 491                                                                      | 9 890                                                                      | 10 891                                                                     | 10 316                                                                     | 13 266                                                                     | 12 231                                                                     | 12 235                                                                     | 10 997                                                                     |
| Nevogilde                                                                  | 182                                                                        | 301                                                                        | 690                                                                        | 1 149                                                                      | 1 575                                                                      | 1 887                                                                      | 2 485                                                                      | 2 419                                                                      | 4 229                                                                      | 5 290                                                                      | 4 288                                                                      | 5 674                                                                      | 5 756                                                                      | 5 257                                                                      | 5 018                                                                      |

## Architectuur en bezienswaardigheden

### Igreja de São João da Foz
De bouw van de Igreja de São João da Foz, officieel de Igreja de São João Baptista, begon omstreeks 1710 en de kerk kwam in 1734 gereed. Het is een kerk in barokstijl met een enkel schip en zes zijkapellen. Aan de voorzijde boven de ingang is een nis met een beeld van Johannes de Doper met aan weerszijden nissen met de beelden van Sint-Benedictus en Sint-Scholastica.

### Igreja de São Miguel de Nevogilde
Deze kleine kerk op de Largo de Nevogilde is gebouwd in de periode 1729-1737 toen Nevogilde een dun bevolkt agrarisch gebied was.

### Capela de Nossa Senhora da Conceição
Deze kapel staat in Foz do Douro op de hoek van de Rua do Padre Luís Cabral met de Rua de Diogo Botelho. Het bouwjaar en de architect zijn onbekend, maar het gebouw heeft de barokstijl zoals gebruikt door Nasoni. De kapel is sinds 2006 een nationaal monument.

### Passeio Alegre
De Jardim do Passeio Alegre is geopend aan het einde van de negentiende eeuw. Het park is 4,19 ha groot en ligt in Foz do Douro direct bij de monding van de Douro. In het park bevindt zich het al in 1873 geopende Chalé Suiço, officieel Quiosque no Jardim do Passeio Alegre, een zeshoekig houten gebouw in Romantische stijl dat een café huisvest.

### Parque da Cidade
Het Parque da Cidade is met een oppervlak van 83 ha het grootste Park van het land. Het is geopend in 1993 en ontworpen door de landschapsarchitect Sidónio Pardal. In het park bevindt zich het Pavilhão da Água (Waterpaviljoen) dat deel uitmaakte van de Expo 98 in Lissabon. Ook is er het Queimódromo, het terrein van de voormalige Feira Popular (Attractiepark), dat o.a. gebruikt wordt als festivalterrein van de Queima das Fitas, het jaarlijks studentenfeest in mei.

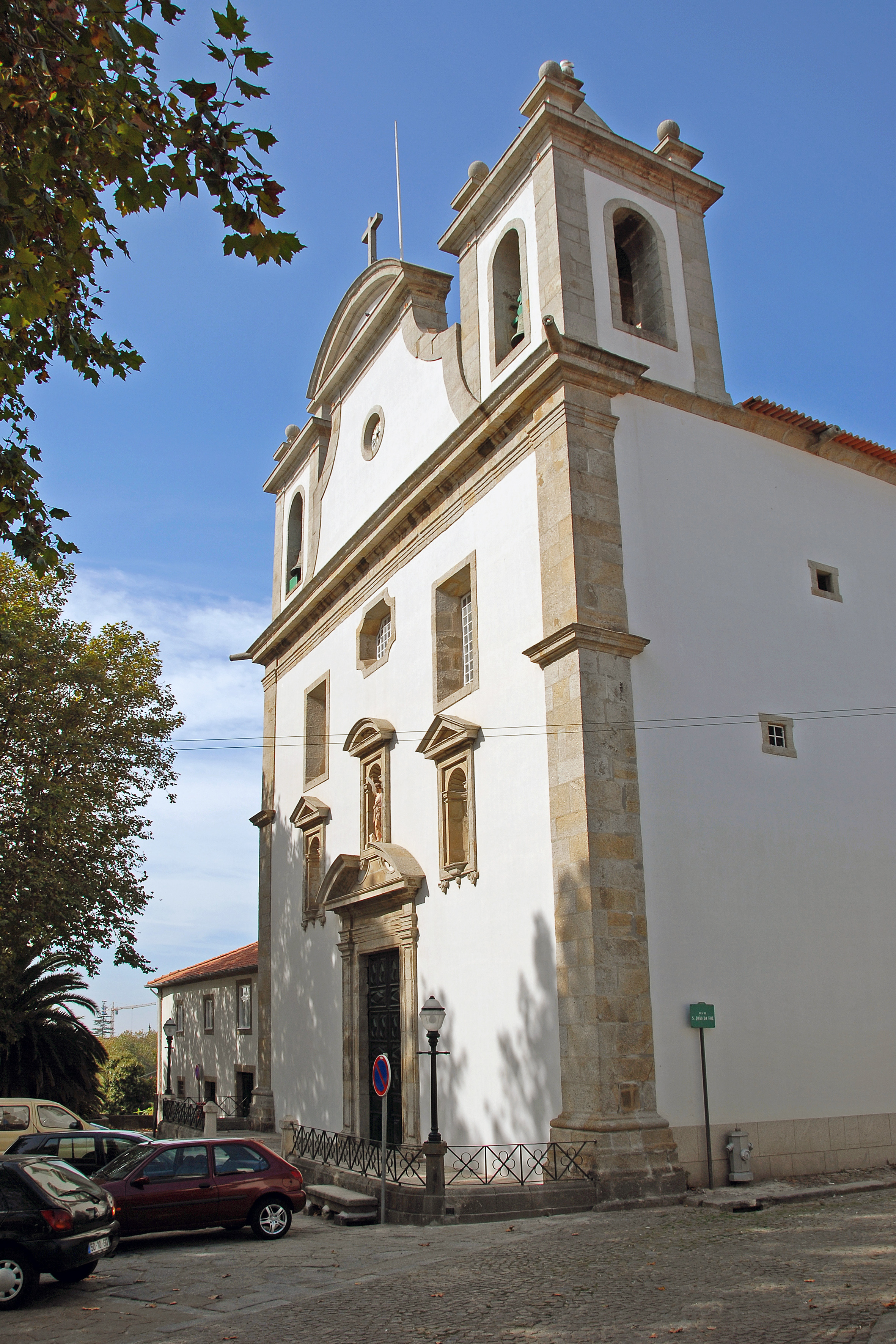
Igreja de São João da Foz
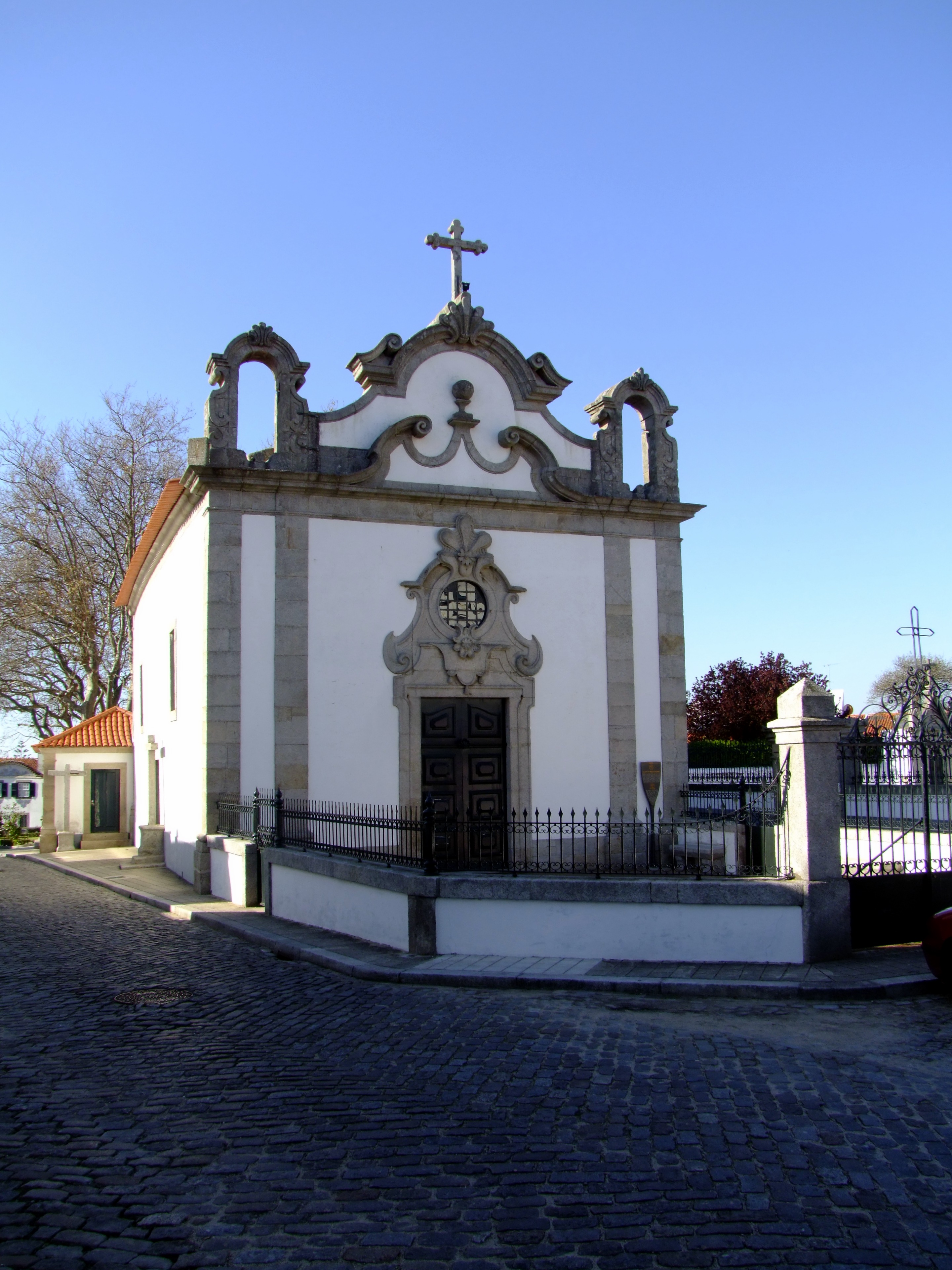
Igreja de São Miguel de Nevogilde
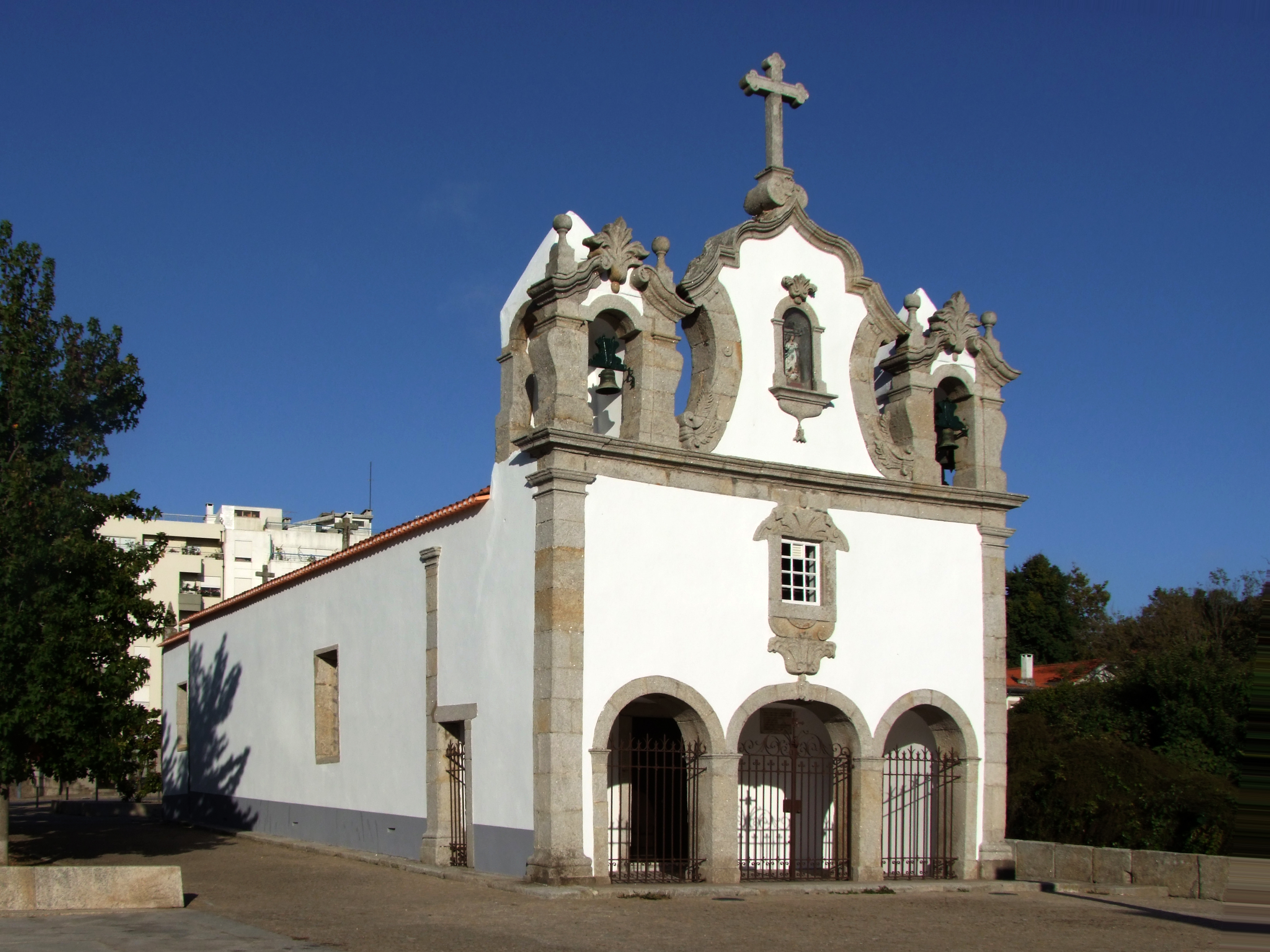
Capela de Nossa Senhora da Conceição (Foz do Douro)
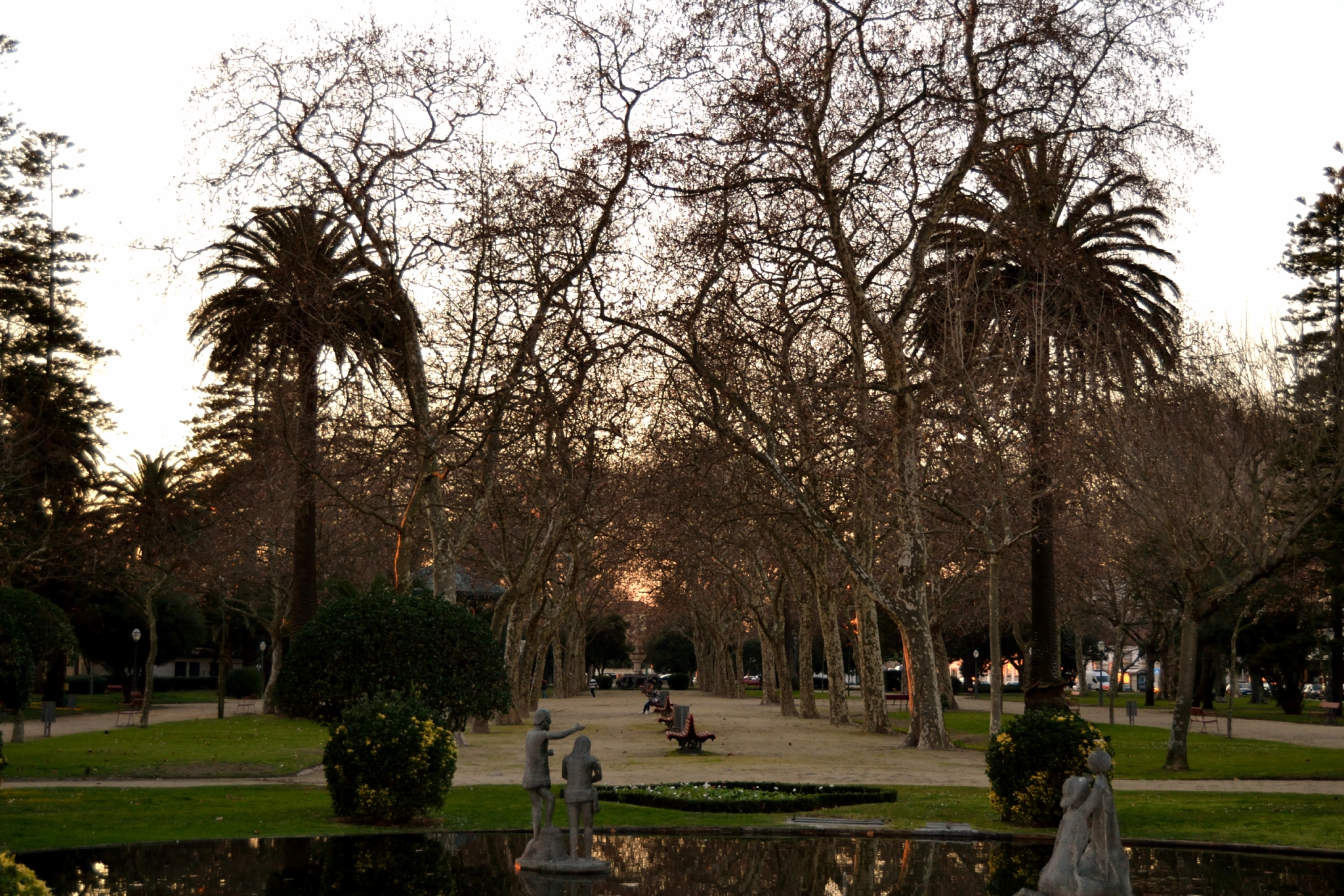
Jardim do Passeio Alegre
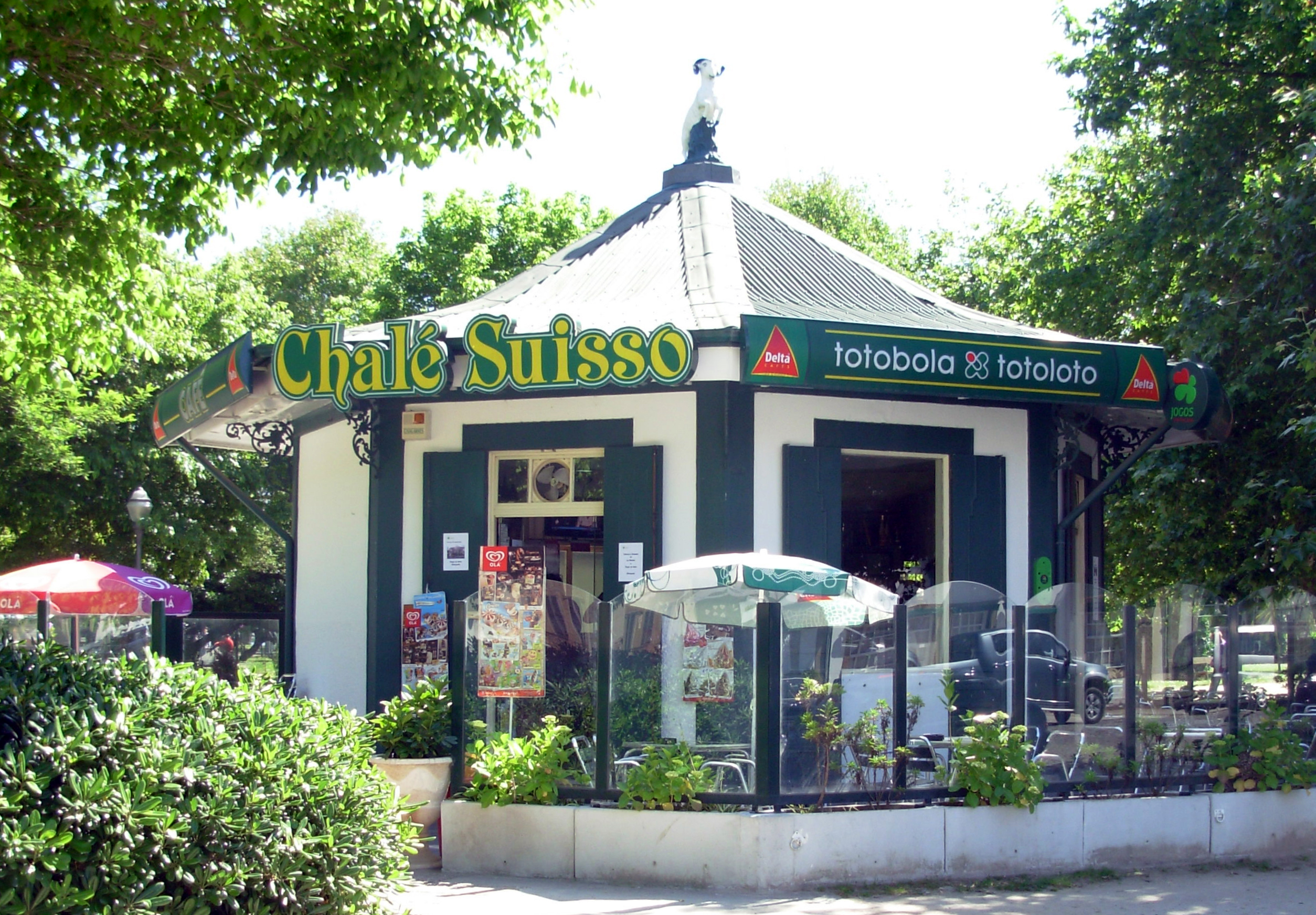
Chalé Suiço
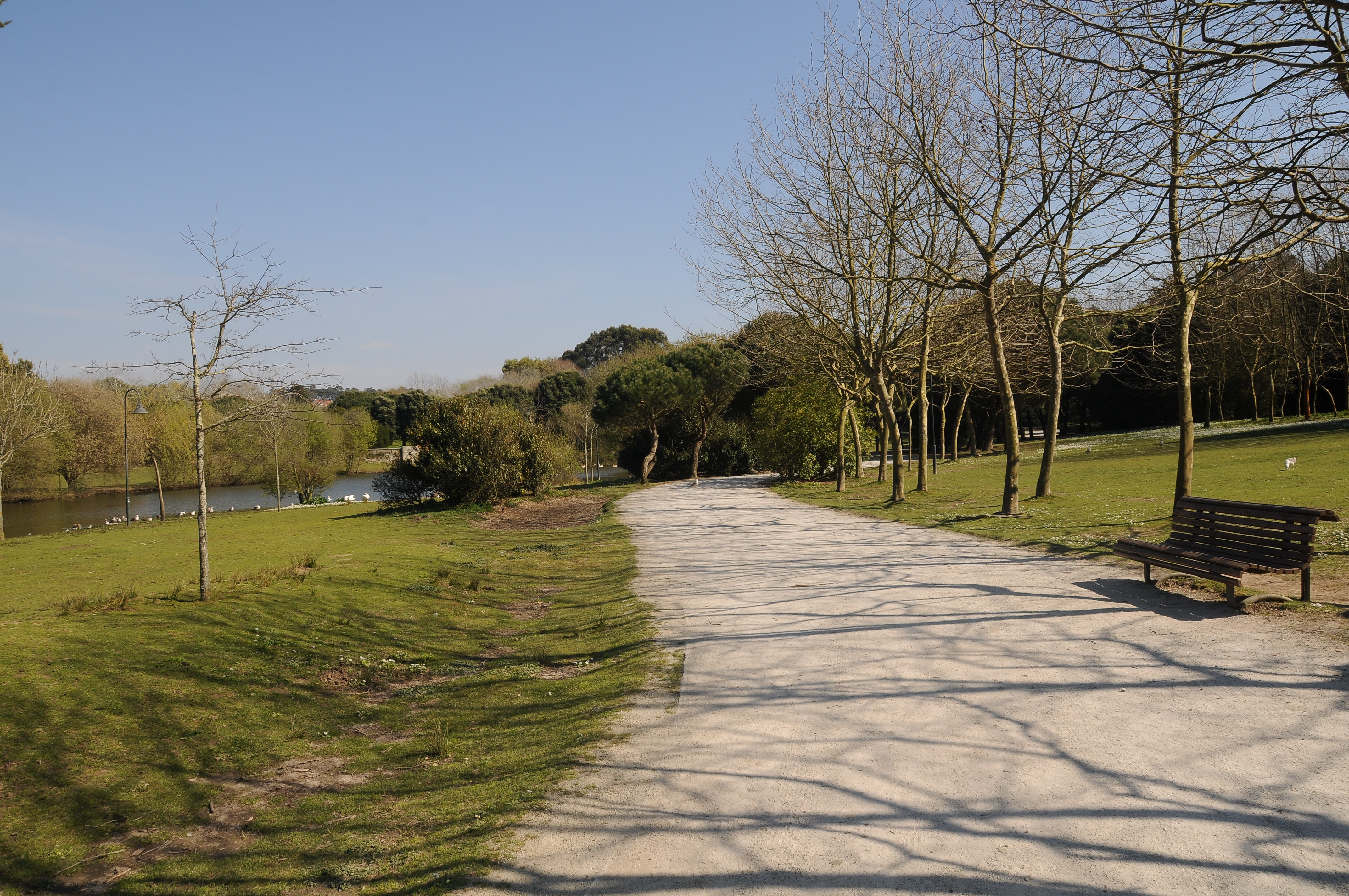
Parque da Cidade

### Castelo da Foz of Forte de São João Baptista da Foz
De bouw van dit fort aan de monding van de Douro begon in 1570, maar werd pas in 1647 voltooid. De officiële naam is Forte de São João Baptista da Foz. Tijdens het beleg van Porto was het fort in handen van de liberale troepen, waarmee de aanvoer van goederen over zee naar de belegerde stad mogelijk bleef.

### Castelo do Queijo of Forte de São Francisco Xavier
Dit kleine fort aan de kust is gebouwd in 1661-1662 tijdens de Portugese Restauratieoorlog. Hoewel de officiële naam Forte de São Francisco Xavier is, kent iedereen het als Castelo do Queijo (Kaaskasteel). Sinds 1934 is het een nationaal monument.

### Farol de São Miguel-o-Anjo
De Farol de São Miguel-o-Anjo (Vuurtoren van de Engel Sint-Michiel) is gebouwd in 1527. In 1841 werd aan de toren een gebouw toegevoegd voor de huisvesting van de Guarda-Fiscal (Grensbewaking). In 1852 werd naast de slechts zeven meter hoge vuurtoren een hogere toren gebouwd voor een semafoor. Het complex staat aan de rivier de Douro op korte afstand van de eigenlijke monding van de rivier. Op dezelfde locatie staan ook nog een klein vuurtorentje, de Farolim da Cantareira, een getijmeter en een gebouwtje als wachtruimte voor loodsen.

### Farol de Senhora da Luz
De Farol de Senhora da Luz (Vuurtoren van Senhora da Luz) staat op de top van de Monte da Luz (Lichtberg) in Foz do Douro. De vuurtoren is gebouwd in 1761 en bestond oorspronkelijk uit een zeshoekige toren boven op een vierkante toren met ernaast een gebouw van twee verdiepingen. Later is aan de andere kant van het gebouw een tweede vierkante toren gebouwd voor een semafoor. De zeshoekige toren is na het buiten dienst gaan vervangen door een puntdak.

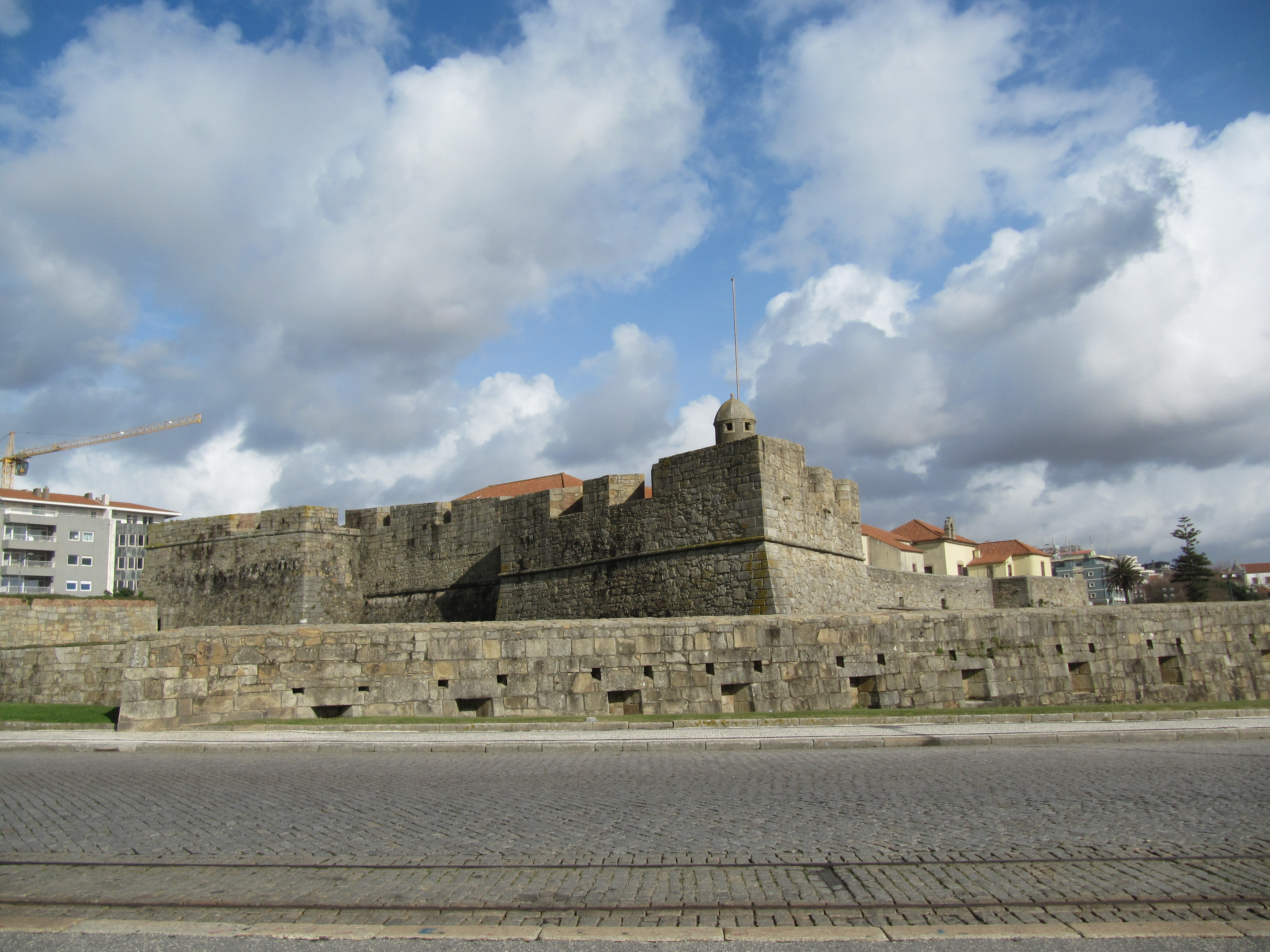
Castelo de São João da Foz
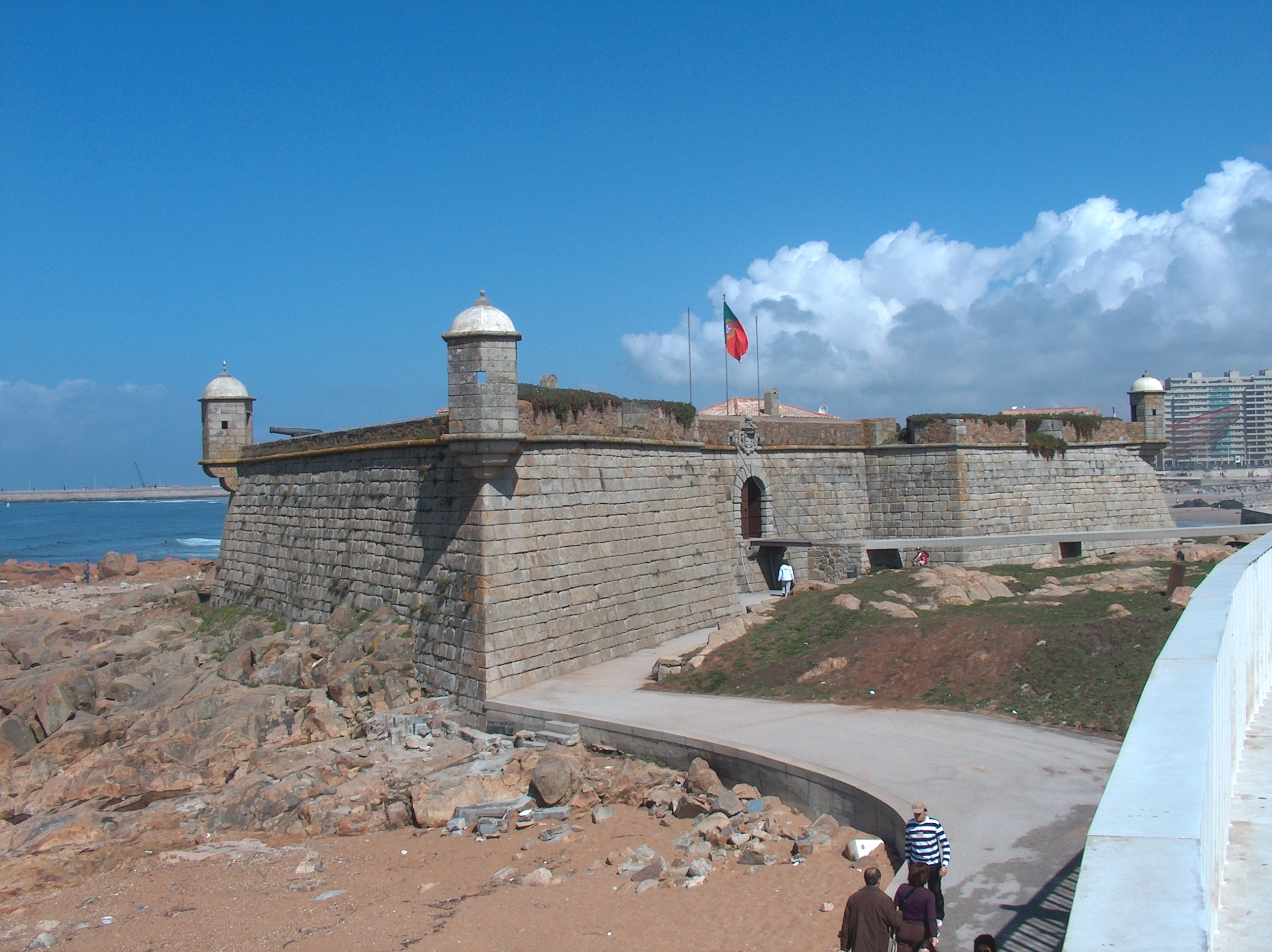
Castelo do Queijo
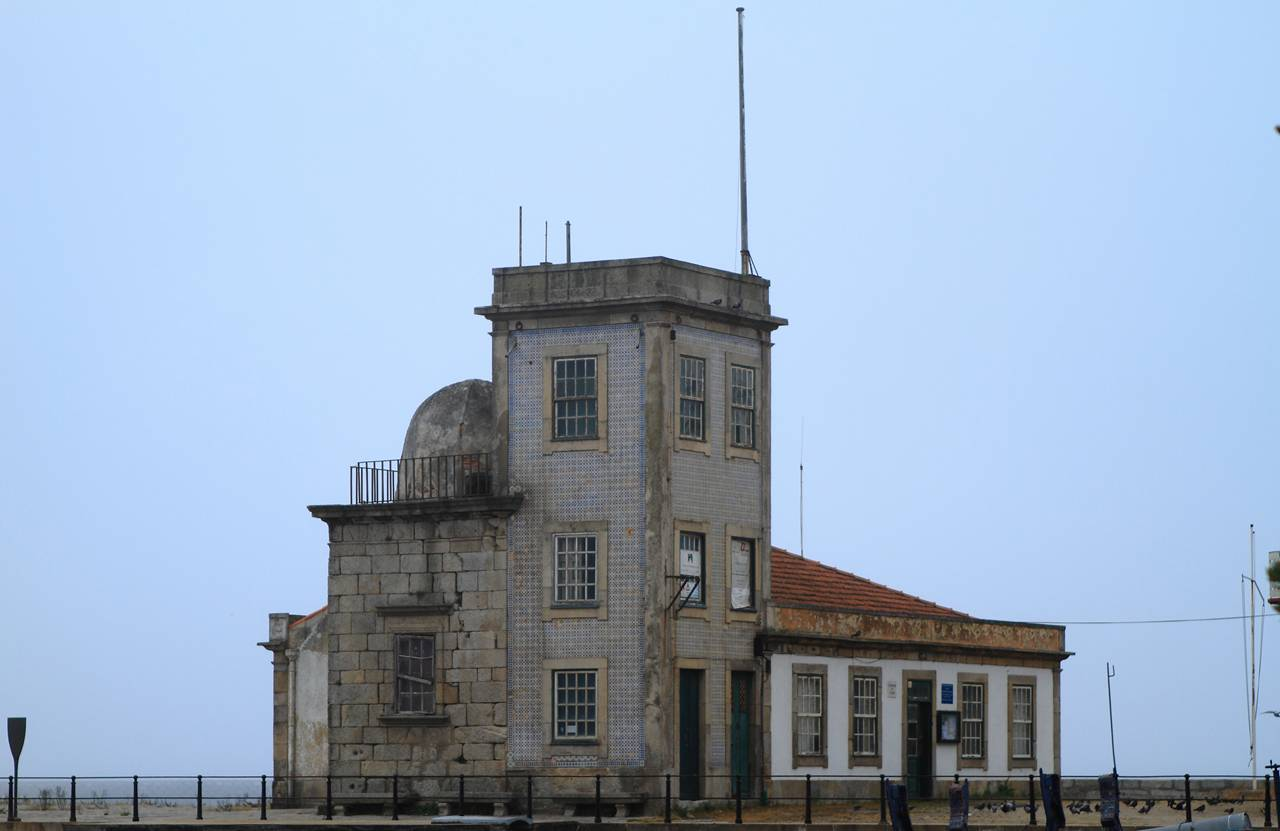
Farol de São Miguel-o-Anjo met links de vuurtoren uit 1527, rechts de semafoortoren uit 1852 en erachter het gebouw voor de Guarda-Fiscal
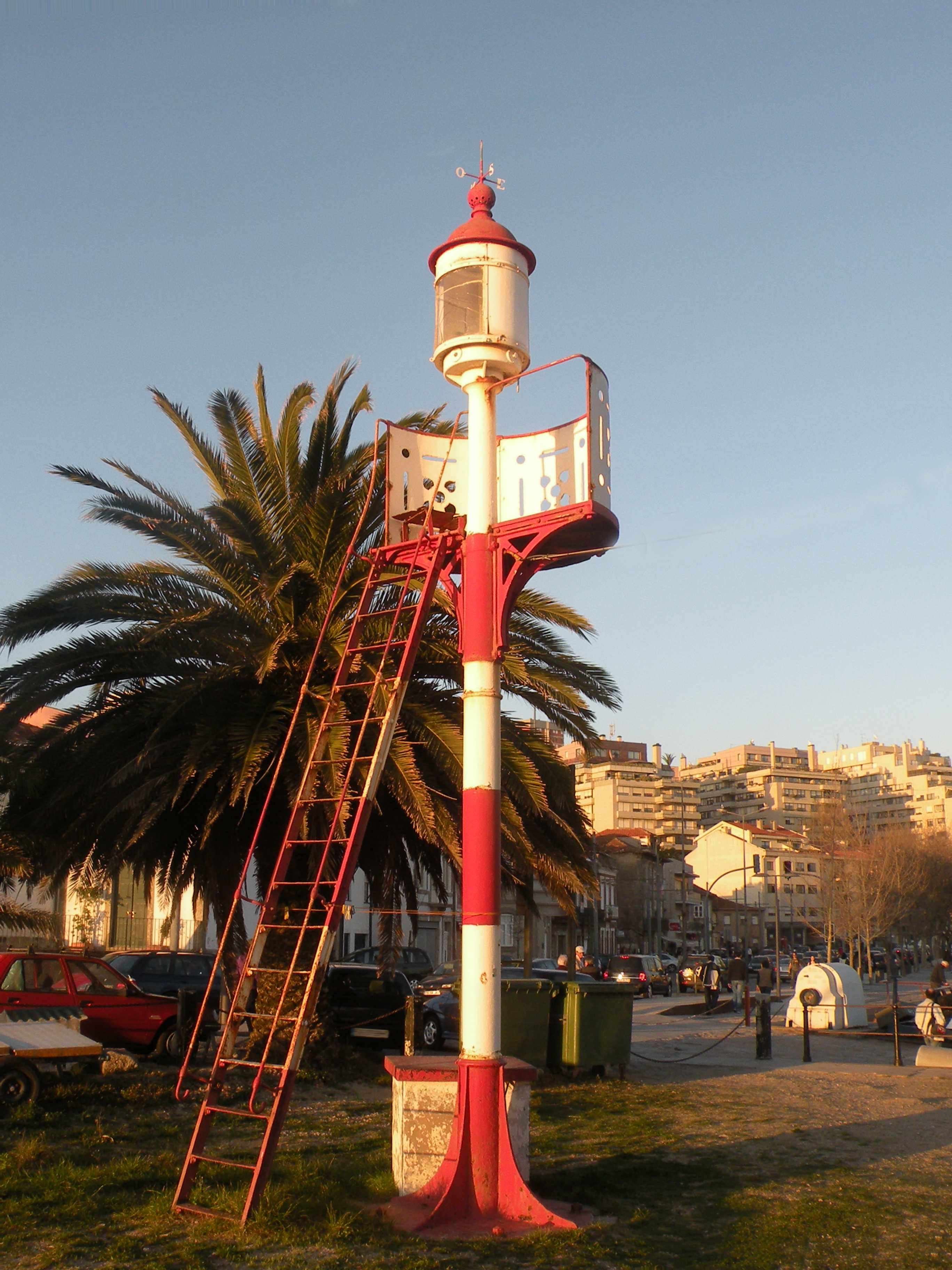
Farolim da Cantareira
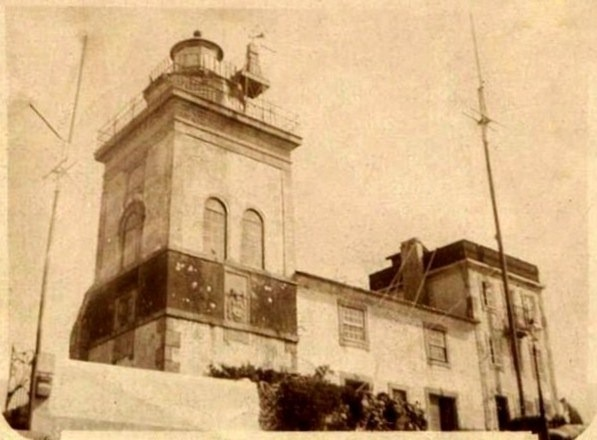
Farol de Senhora da Luz in 1925

### Atlantische kust
De boulevard langs de kust is een populaire locatie om te wandelen en recreatieve te sporten (hardlopen, rolschaatsen, fietsen enz.) Aan de stranden zijn tal van bars en restaurants. Het noordelijk deel tussen Castelo do Queijo en Matosinhos is aan het begin van de eenentwintigste eeuw gerenoveerd waarbij de bestaande weg is vervangen door een viaduct. Hierdoor is voor wandelaars een directe verbinding ontstaan tussen de oceaan en het Parque da Cidade. Hier staat ook het Edifício Transparente, gebouwd ter gelegenheid van het cultuurhoofdstadschap van Porto in 2001. Het pand biedt onderdak aan cafés, restaurants, een sportschool en winkels voornamelijk op het gebied van sport- en recreatie artikelen. Op de grens met de gemeente Matosinhos staat het kunstwerk She Changes van de Amerikaanse kunstenaar Janet Echelman. Plaatselijk wordt het de "Anemoon" genoemd.

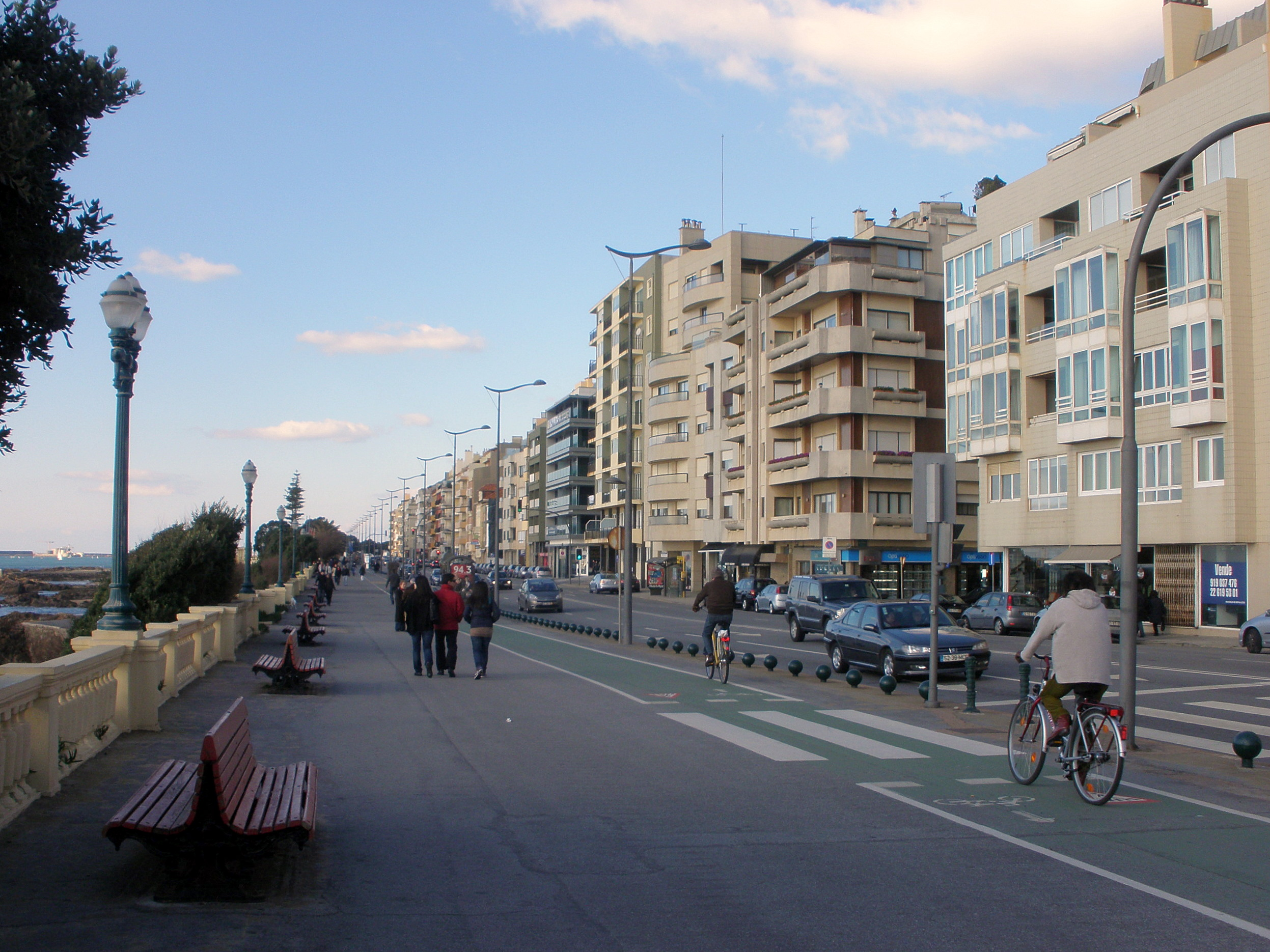
Avenida do Brasil - de boulevard langs de kust
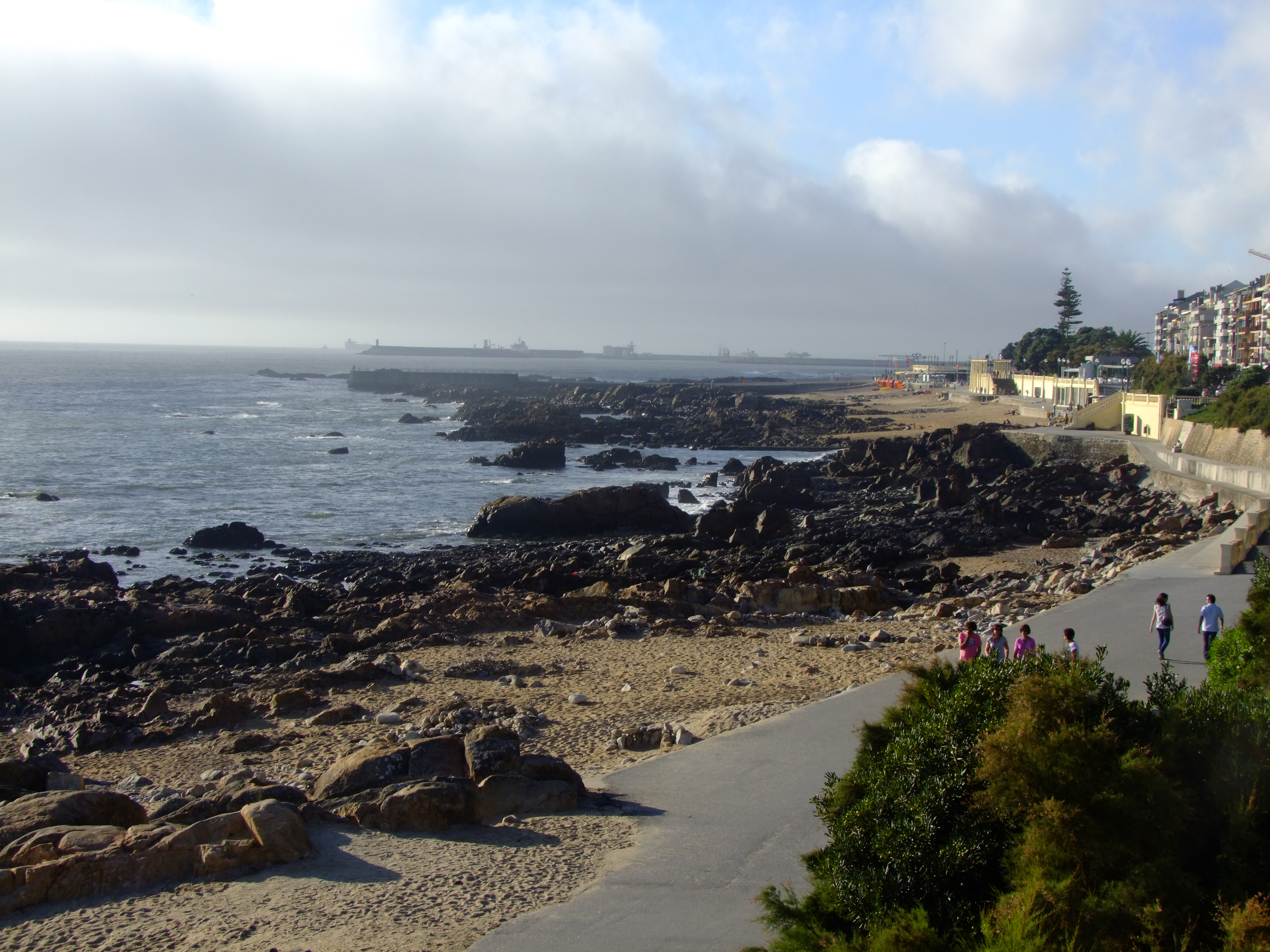
Kust ten noorden van Praia da Luz
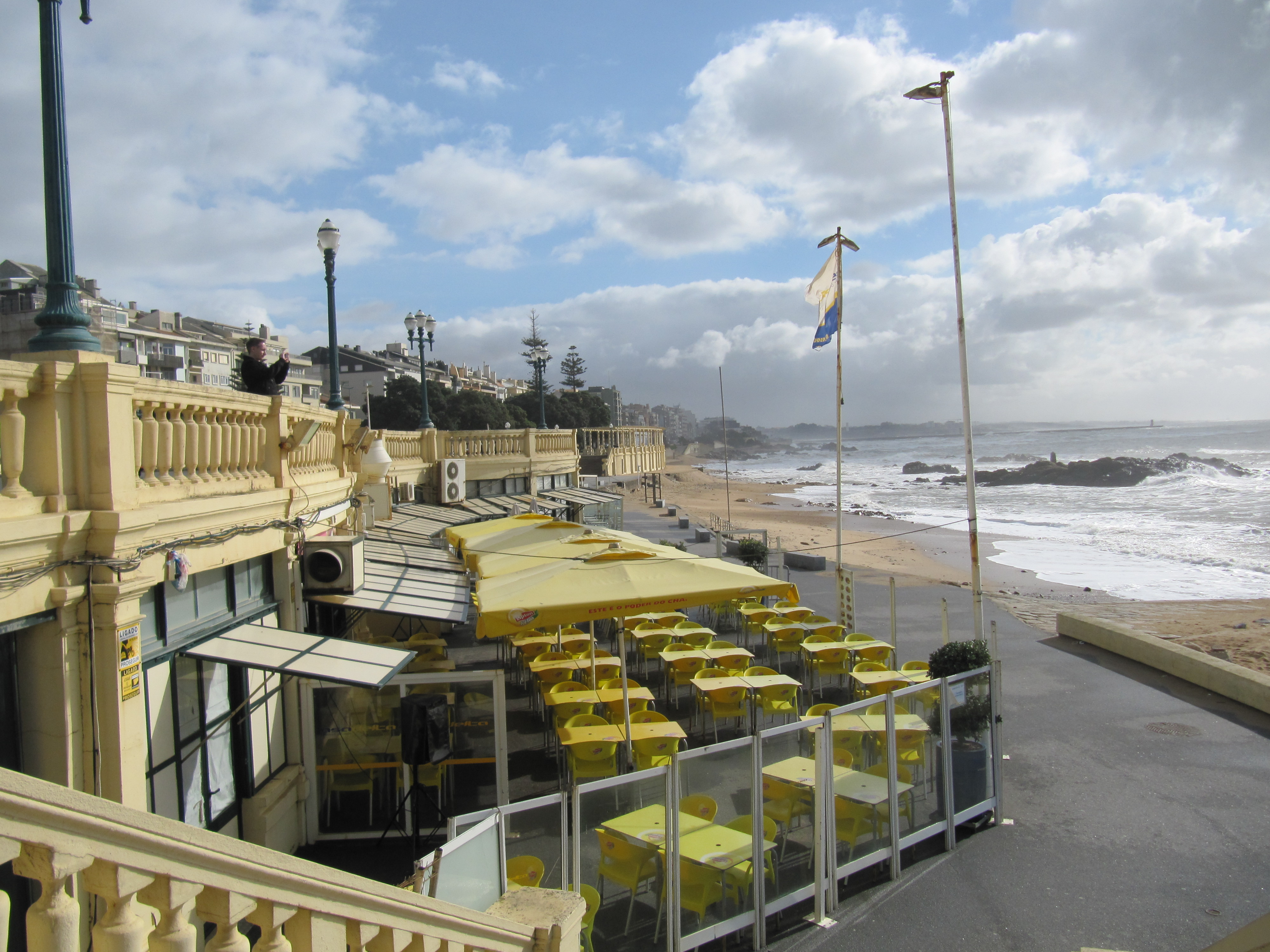
Kust ter hoogte van Praia do Molhe
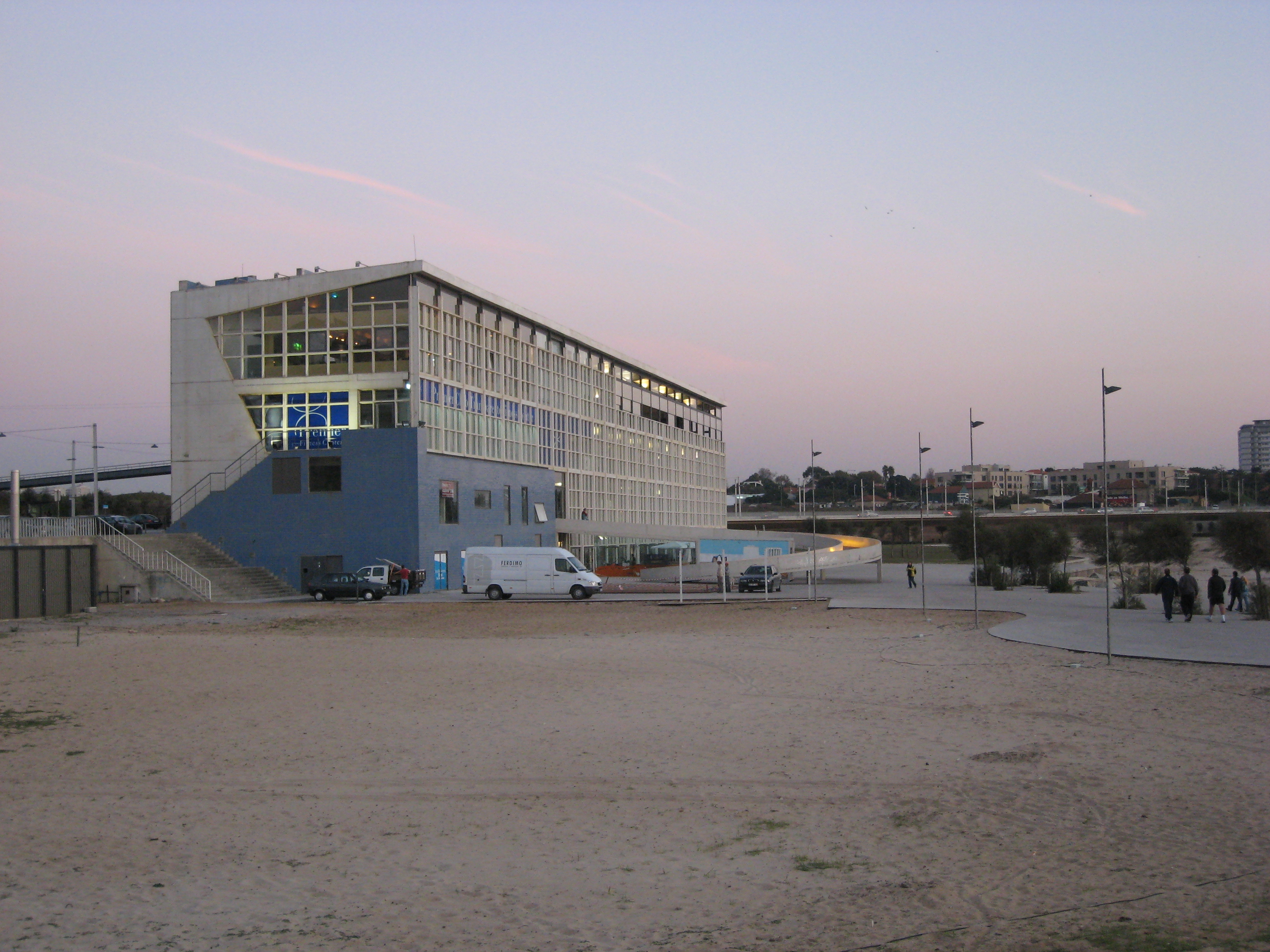
Edifício Transparente
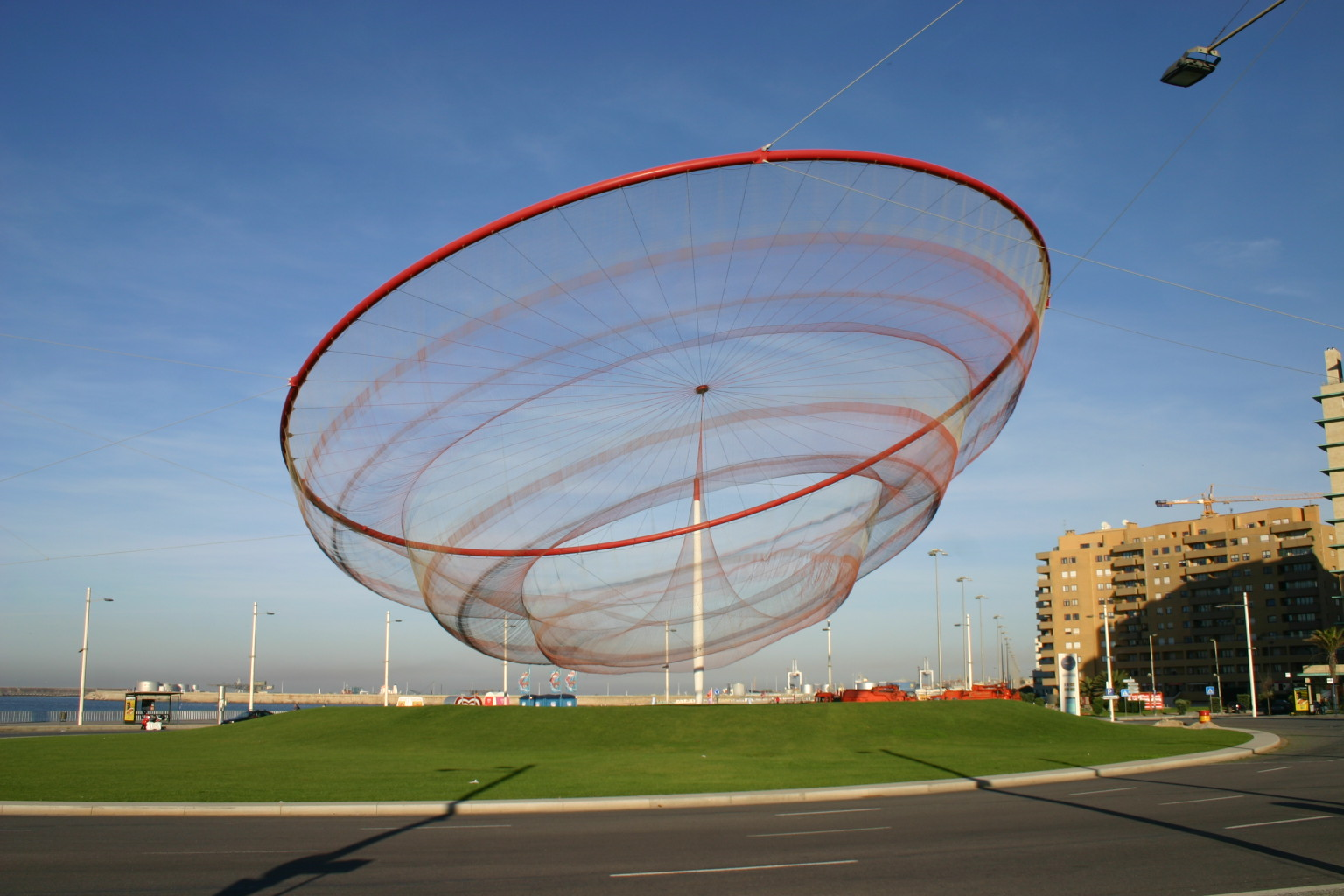
She Changes